# Atalanta Planitia
Pour les articles homonymes, voir Atalante (homonymie).
Atalanta Planitia est une plaine située sur Vénus dans le quadrangle de Nemesis Tesserae. Elle a été nommée en référence à Atalante, héroïne de la mythologie grecque.